# Rab Károly (közgazdász)
Rab Károly (Dunakeszi, 1944. augusztus 12. –) magyar közgazdász, szociológus, pszichológus, országgyűlési képviselő (SZDSZ). Tagja a Magyar Szociológiai Társaságnak, a Magyar Pszichológiai Társaságnak, a Veszprémi Akadémiai Bizottságnak és a Szervezési, Vezetési Tudományos Társaság tanácsának.
Kutatási területe az innováció és demokrácia. Angol, francia és orosz nyelven beszél.

## Életpályája

### Iskolái
Az általános iskoláját szülővárosában végezte el. Budapesten járt középiskolába; 1962-ben érettségizett a Könyves Kálmán Gimnáziumban. 1962–1967 között a Marx Károly Közgazdaságtudományi Egyetem hallgatója volt. 1969-ben a Marx Károly Közgazdaságtudományi Egyetemen szociológus végzettséget szerzett. 1973-ban az Eötvös Loránd Tudományegyetem Bölcsészettudományi Karán klinikai pszichológus diplomát kapott. 1975-ben egyetemi doktori címet szerzett pszichológiából.

### Pályafutása
1967–1976 között a Közlekedés- és Postaügyi Minisztérium (KPM) szociológusa volt. 1976-tól a győri Közlekedési és Távközlési Műszaki Főiskola docense. 1990–1992 között részt vett a Pszichológiai Kamara vezetőségének munkájában.

### Politikai pályafutása
1989–1995 között az SZDSZ tagja volt. 1990–1991 között, valamint 1992–1994 között a Kulturális, tudományos, felsőoktatási, televízió, rádió és sajtó bizottság tagja volt. 1990–1998 között országgyűlési képviselő (Győr; 1990–1995: SZDSZ; 1995–1998: Független) volt. 1998-ban független képviselőjelölt volt.

## Családja
Szülei Rab Béla (1909–2000) gépészmérnök és Jesse Margit (1911–1995) voltak. Hét testvére van: Péter (1934–) gépészmérnök, György (1936–) gépész, üzemmérnök, Endre (1938–) villamosmérnök, Pál (1940–) technikus, Márton (1942–) technikus, Béla (1947–) szakoktató és Márta (1954–) gyógypedagógus. 1976-ban házasságot kötött Csermák Máriával. Két gyermekük született: Gábor (1977–) és Zsófia (1979–).